# Ede Szigligeti

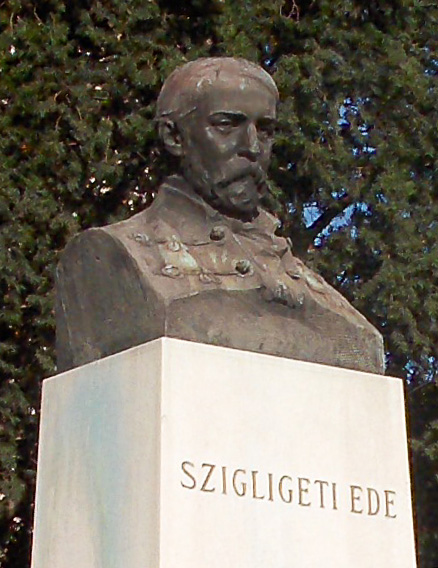
Bustul lui Szigligeti Ede în faţa Teatrului de Stat Oradea

Ede Szigligeti (în maghiară Szigligeti Ede, n. 8 martie 1814, Oradea – d. 19 ianuarie 1878, Budapesta) a fost un scriitor maghiar din secolul XIX.
A scris piese de teatru, cea mai cunoscută fiind comedia Liliomfi (1849).
Bustul lui se află în fața Teatrului de Stat Oradea.